# Waiting for Magic
Waiting for Magic è un brano musicale del gruppo musicale Ace of Base, lanciato nel 1993 come quarto singolo tratto dall'album Happy Nation.
Il singolo raggiunse il 2º posto in Danimarca e il 5° in Finlandia.
Del brano non venne realizzato alcun video musicale.

## Classifiche
| Classifica (1993) | Posizione massima |
| ----------------- | ----------------- |
| Danimarca         | 2                 |
| Europa            | 84                |
| Finlandia         | 5                 |
| Svezia            | 19                |